# Werner Eglinger
Werner Eglinger (* 1568 in Aldingen; † 1616 in Basel) war geheimer Rat und Oberamtmann in der Herrschaft Badenweiler im Dienste des Markgrafen Georg Friedrich (Baden-Durlach), er war ein Sohn des Balthasar Eglinger und seiner Frau Elisabeth.
Im Jahr 1609 erhielt Werner Eglinger das Bürgerrecht in Basel. Hierzu heißt es im schweizerischen Lexikon: „1609 ward Werner Eglinger, J. U. L. markgräflich-badendurlachischer geheimer Rath, und Oberamtmann zu Badenweiler, wegen wichtigen Diensten, so er dem Stande Basel geleistet, nebst zwei seiner Söhnen mit dasigem Bürgerrechte beehret. 1615 begab er sich mit seinem ganzen Hauswesen dahin“. Werner Eglinger ist der Stammvater der schweizerischen Linie der Eglinger, er heiratete 1598 Sara Brand, die Tochter von Bernhard Brand (Vogt auf Homburg 1553, ab 1559 Ratsherr, 1563 von Kaiser Ferdinand I. geadelt und Kauf von Schloss Wildenstein, 1570–1577 und 1591–1594 Oberstzunftmeister, 1577 Vogt auf Farnsburg).
Aus der Zeit als Werner Eglinger Oberamtmann in Badenweiler war, sind Briefe und Urkunden erhalten geblieben, wir wollen hier nur auf einige Beispiele eingehen.

## Bündnis der Städte Zürich und Bern mit dem Markgrafen von Baden
Im August 1612 wurde ein Verteidigungsbündnis zwischen dem Markgrafen Georg Friedrich (Baden-Durlach) von Baden und den Städten Zürich und Bern geschlossen. Da die obere Markgrafschaft des Markgrafen von den westlichen Besitzungen der Habsburger (diese Besitzungen wurden damals mit dem Sammelnamen Vorderösterreich bezeichnet) fast ganz umschlossen war, hatte der Markgraf erhebliches Interesse an diesem Bündnis. Werner Eglinger war als Rat und Oberamtmann in Badenweiler einer der vier Räte des Markgrafen. Die anderen Räte des Markgrafen waren Oberst Otto Wild- und Rheingraf, Landvogt zu  Hochberg Johann Weiprecht von Helmstatt und Obervogt zu Kuppenheim und Rastatt Heinrich Weinschenk. Die Vorbereitung und Verhandlungen über das Bündnis dauerte mehr als ein halbes Jahr, hierzu sind viele Unterlagen erhalten geblieben. Kurt Lessing hat dies auf über 40 Seiten ausführlich beschrieben. Im August 1612 wurde letztendlich die Bündnisurkunde erstellt und feierlich beschworen. Die Abgeordneten der Städte Zürich und Bern kamen zu diesem Anlass in das Schloss  des Markgrafen in Durlach. An der Orginalurkunde waren die Siegel des Markgrafen von Baden an einer gelbroten, Zürichs an einer weissblauen und Berns an einer rotschwarzen Seidenschnur, das Siegel Zürichs in gelben, die beiden anderen in roten Wachs.
Im September 1612 kamen dann die vier Abgeordneten des Markgrafen nach Zürich und beschworen hier nochmals feierlich in Gegenwart der Züricher Räte und den Berner Abgesandten und Räten das Bündnis, auch hierzu wurde eine Urkunde erstellt, die im Staatsarchiv Zürich aufbewahrt wird.

## Verkaufsurkunde im Lörracher Raum aus dem Jahr 1607

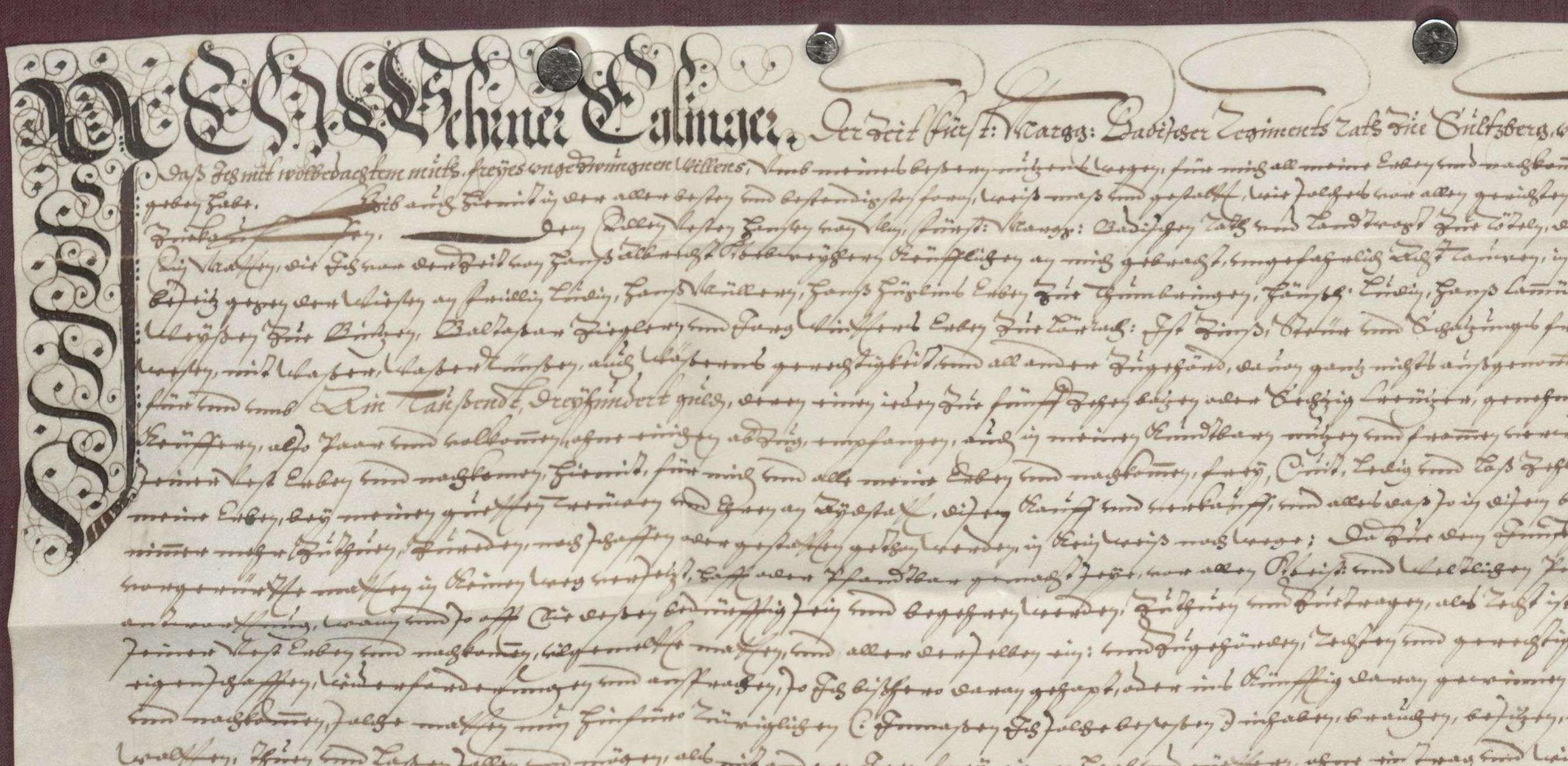
Verkaufsurkunde des Werner Eglinger an Landvogt Hans von Ulm

Im  Rötteln- und Sausenberger Archiv wurde eine Urkunde aus dem Jahr 1607 aufbewahrt, die heute im Landesarchiv Baden-Württemberg bzw. Generallandesarchiv Karlsruhe verwahrt wird. In der sehr gut erhaltenen, vierhundert Jahre alten Urkunde wird ausführlich beschrieben, dass Werner Eglinger dem badischen Landvogt Hans von Ulm eine Matte im Lörracher Bann um 1.300 Gulden verkauft. An der Urkunde ist ein Siegel erhalten geblieben, welches vermutlich das Siegel des Werner Eglinger ist.

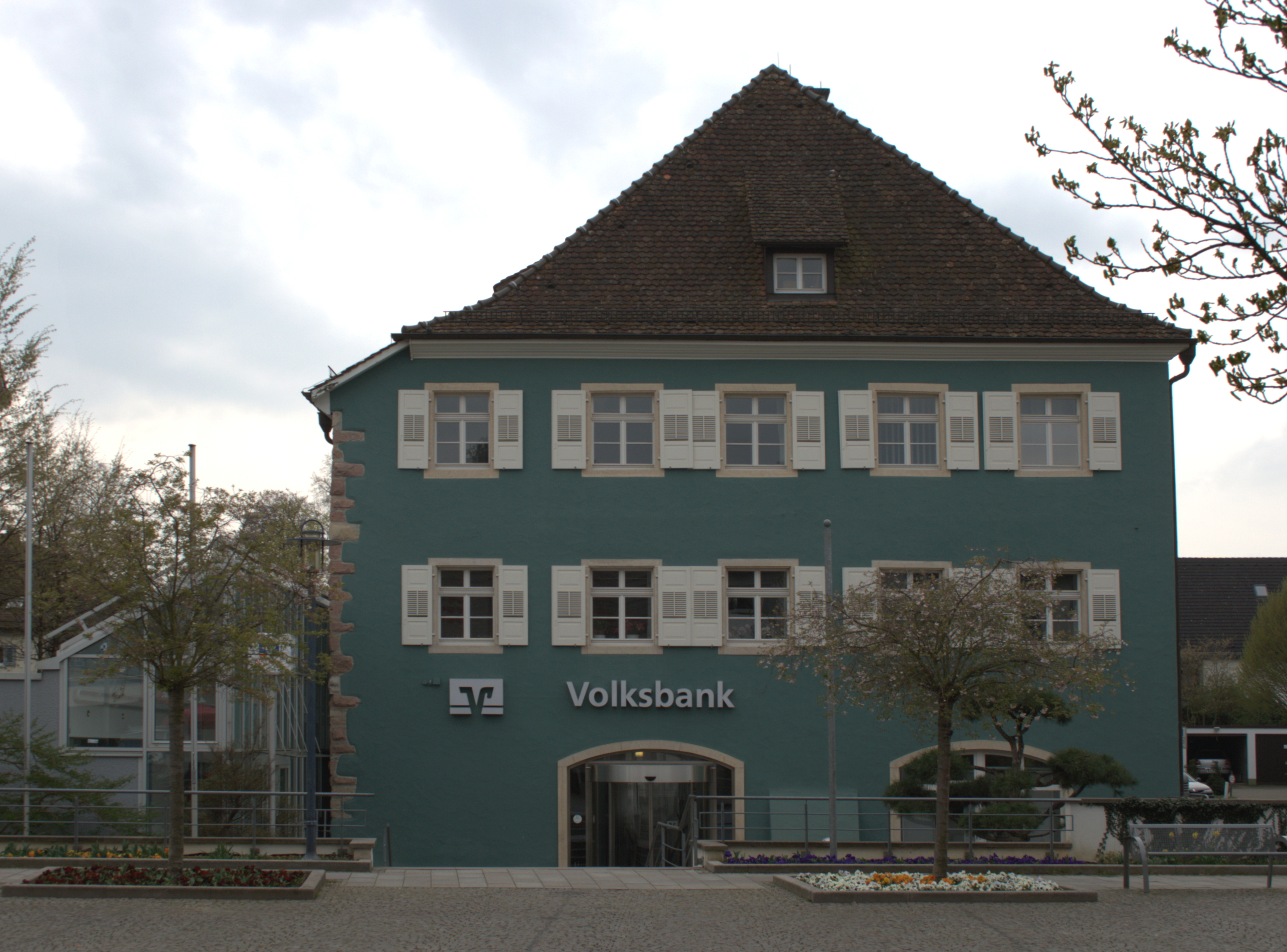
Pfirt´sches Schlösschen in Krozingen

Mit diesem zusätzlichen Geld verfügte Werner Eglinger nun über die notwendigen Mittel um in Krozingen ein schönes Anwesen in die Hand zu bekommen. Aus einer Urkunde von 1608, die im „Archivbestand der  Freiherren von Pfirt“ enthalten ist, kann man jedenfalls herauslesen, dass  Werner Eglinger dem Hans Philipp Schnewlin von Landeck zu Krozingen 3000 Gulden bezahlt hat und dafür das Krozinger Schloß, welches die Herren von Landeck schon länger in ihrem Besitz hatten, als Unterpfand erhielt. Der „Archivbestand L4 der Freiherren von Pfirt“  wird im „Archiv für verschiedene Adelsfamilien“ der Stadt Freiburg aufbewahrt. Viele Jahre später wurde das Krozinger Schloss an Johann Reinhard von Pfirt verkauft, deshalb heisst das Anwesen heute „Pfirt´sches Schlösschen“. Es steht noch heute am Lammplatz in Bad Krozingen.

## Hochzeitsrede für Werner Eglinger und Sara Brand
Die Hochzeitsrede anlässlich der Trauung des „ehrenfesten und hochgelehrten, markgräflichen Rat Herrn Werner Eglinger mit der edlen tugendhaften Jungfrau Sara Brändin von Basel“ hielt im Jahr 1598 der Generalsuperintendent von Rötteln Johann Weininger (1549–1629), ein Sohn des Tübinger Bürgermeisters Michael Weininger. Der Generalsuperintendent Johann Weininger war 1596 von Markgraf Georg Friedrich berufen worden. Markgraf Georg Friedrich hatte eine grosse Wertschätzung für Johann Weininger und lies Weininger sogar von seiner Residenz Sulzburg amtieren.
Die Prominenz der Brautleute brachte es mit sich, dass auch Basler Honoratioren bei der Trauung dabei waren, unter ihnen waren die Basler Theologen Johann Jakob Grynaeus und sein Schwiegersohn Amandus Polanus, beide waren Theologen und mehrmals Rektoren der Basler Universität. Die Hochzeitsrede wurde zudem veröffentlicht. Mit der Rückdeckung des Markgrafs hatte Johann Weininger in seiner Rede allerdings einige Hauptlehren der Basler Reformierten Kirche direkt kritisiert und es kam wie es kommen musste: Die Basler Theologen beschwerten sich beim Markgrafen. Auf ihre Beschwerde antwortete der Markgraf, er habe stets Wert auf gute Nachbarschaft gelegt, doch wolle er seinen Theologen nicht reinreden. In der Folge führte Johann Weininger mit Unterstützung des Markgraf Georg Friedrich gegen Johann Jakob Grynaeus eine Debatte mit weiteren Schriften und Gegenschriften. Wilhelm Landes schreibt dazu: „Von da an hatte die Theologie der Basler Universität auf die Geistlichen der Markgrafschaft für lange Zeit keinen Einfluß mehr. Die markgräflichen badischen Studenten suchten nun andere Universitäten auf, vor allem Tübingen und Straßburg. Erst nach 200 Jahren konnte die Kluft wieder geschlossen werden.“